# Калымбетов, Болат Нургалиевич
Болат Нургалиевич Калымбетов (род. 20 июня 1955, Райымбекский район, Алматинская область, Казахская ССР, СССР) — казахстанский кинорежиссёр
, актёр, сценарист. Заслуженный артист Республики Казахстан (1998).

## Биография
Родился 20 июня 1955 года в с. Нарынколь Алматинской области.
Окончил актерский факультет Казахской государственной консерватории им. Курмангазы в 1977 году (маст. народная артистка СССР и Казахской ССР, профессор Х. Букеевой); режиссерский факультет Алматинского государственного театрально-художественного института в 1989 году.
Член Союза кинематографистов СССР (1984).
Снялся в более чем 50 фильмах, активно работая как на родной студии «Казахфильм», так и на других студиях бывшего Союза.
Преподаватель кафедры актерского мастерства в Казахская национальная академия искусств им. Жургенова.

## Фильмография
- 2017 Талан (Казахстан)
- 2014 Старуха | Кемпір (Казахстан)
- 2012 Меч победы | Жеңіс семсері (Казахстан)
- 2011 Урановый тайфун (Казахстан)
- 2010 Поздняя любовь (Казахстан) — Сатыбалды
- 2009 Секер (Казахстан) — Отец — главная роль
- 2007 Рэкетир (Казахстан) — Абу
- 2007 Однажды в багажнике (Казахстан) — Каиркен
- 2007 Ангелочек (Казахстан)
- 1998 Омпа (Казахстан)
- 1994 Жизнеописание юного аккордеониста (Казахстан)
- 1991 Айналайын
- 1990 Клещ — эпизод
- 1987 Кто ты, всадник? — эпизод
- 1986 Человек на мотоцикле — Ахметов
- 1986 Тройной прыжок «Пантеры» — Ибраев, лейтенант
- 1986 Потерпевшие претензий не имеют — эпизод
- 1985 Непрофессионалы — дворник
- 1984 Примите Адама! — Тушкан
- 1982 У кромки поля
- 1982 Орнамент
- 1982 До свидания, Медео | Revue na zakázku (СССР, Чехословакия) — эпизод
- 1980 Пора звенящего зноя — эпизод
- 1980 Мы — взрослые — Кабен
- 1979 Погоня в степи – Алимжан
- 1977 Однажды и на всю жизнь
- 1976 Небо начинается на земле (короткометражный)
- 1971 Нас четверо — «Зайчик»
- 1971 Брат мой — беспризорник
- 1969 У заставы «Красные камни» — Кабыш
- 1968 Путешествие в детство — Бектас в детстве

## Режиссерские работы
- 2021 Мукагали (Казахстан)[1]
- 2018 Талан (Казахстан)
- 2011 Айналайын (Казахстан)
- 2003 Сардар (Казахстан, Китай)
- 1993 Последние холода (Казахстан)
- 1990 Мой милый | Айналайын

## Награды
- 1990 — Лауреат государственной молодёжной премии «Дарын»
- 1998 — Присвоено почётное звание «Заслуженный артист Республики Казахстан»
- 2009 — Орден Курмет[2]
- 2017 — Орден Парасат[3]